# Municipio de Floyd (Illinois)
El municipio de Floyd (en inglés: Floyd Township) es un municipio ubicado en el condado de Warren en el estado estadounidense de Illinois. En el año 2010 tenía una población de 472 habitantes y una densidad poblacional de 5,1 personas por km².

## Geografía
El municipio de Floyd se encuentra ubicado en las coordenadas 40°50′44″N 90°29′56″O / 40.84556, -90.49889. Según la Oficina del Censo de los Estados Unidos, el municipio tiene una superficie total de 92.53 km², de la cual 92,53 km² corresponden a tierra firme y (0 %) 0 km² es agua.

## Demografía
Según el censo de 2010, había 472 personas residiendo en el municipio de Floyd. La densidad de población era de 5,1 hab./km². De los 472 habitantes, el municipio de Floyd estaba compuesto por el 98,52 % blancos, el 0,64 % eran afroamericanos, el 0,21 % eran de otras razas y el 0,64 % eran de una mezcla de razas. Del total de la población el 2,33 % eran hispanos o latinos de cualquier raza.